# 209 Dido
Dido (asteroide 209) é um asteroide da cintura principal com um diâmetro de 159,94 quilómetros, a 2,94754673 UA. Possui uma excentricidade de 0,06265585 e um período orbital de 2 036,75 dias (5,58 anos).
Dido tem uma velocidade orbital média de 16,79623463 km/s e uma inclinação de 7,17140929º.
Este asteroide foi descoberto em 22 de Outubro de 1879 por Christian Peters.
Este asteroide recebeu este nome em homenagem à primeira rainha de Cartago, Dido.